# Vía Trajana

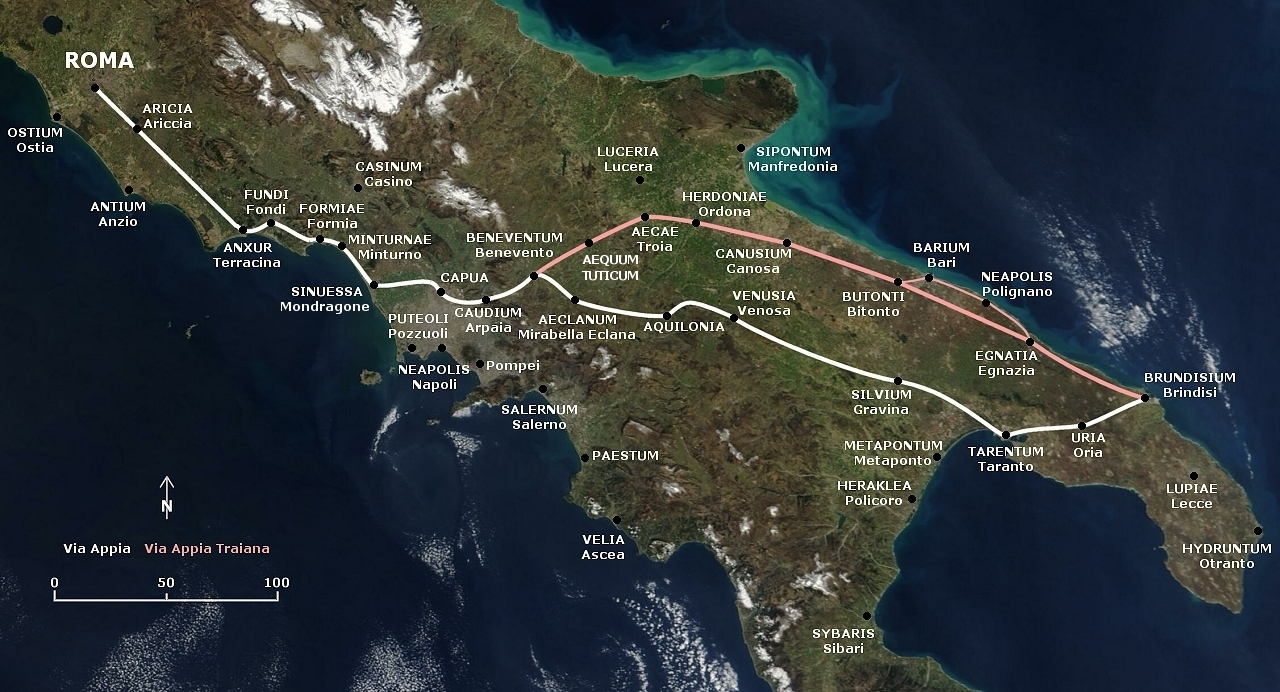
Vía Trajana.

Para la calzada árabe, véase Vía Trajana Nova
La vía Trajana era una antigua calzada romana. Fue construida por el emperador Trajano como una extensión de la vía Apia desde Beneventum, alcanzando Brundisium (Brindisi) por una ruta más corta (esto es, a través de Canusium, Butuntum y Barium más que por Tarentum). Esto fue conmemorado por un arco en Beneventum.

## Antecedentes
La Vía Trajana se construyó en el año 109 d. C. por el emperador Trajano a costa propia. Fue construido tras la conclusión de la conquista de Italia durante un período de relativa libertad de campañas militares. Así la vía Apia, de la que la Vía Trajana fue construida como una extensión, perdió su importancia original como una carretera militar que conectaban Venusia y Tarentum. Más aún, el mantenimiento de comunicaciones militares directas entre Venusia, la colonia militar de 291 a. C., y Roma no era necesitado más excepto en tiempos de guerra civil. 
En breve, la vía Apia simplemente se convirtió en medios de alcanzar Brundisium. Mientras ciudades como Venusia que fueron en el pasado cruciales para la comunicación y la estrategia militar perdieron su importancia, Brundisium comenzó a florecer. Brundisium se convirtió en un puerto principal a través de soldados, comerciantes y todo tipo de viajeros embarcaban hacia Grecia y Oriente. Comprendiendo que la velocidad más rápida es vital para el transporte, había una necesidad de una ruta más corta a Beneventum desde Brundisium además de la Vía Apia.

## Ruta
Estrabón indica correctamente que viajar a Beneventum desde Brundisium a través de la vía Trajana era al menos un día más breve que la vieja calzada republicana, la vía Apia. Aunque la medida real muestra que la vía Apia hasta que alcanza Venusia que tiene alrededor de 205 millas desde Brundisium a Beneventum, la diferencia radica en su topografía. Hay una serie de ásperas colinas y terreno difícil a lo largo de la vía Apia hasta que alcanzase Venusia que está alrededor de 66 millas de Beneventum. Por contraste, aunque la vía Trajana cuenta con pasos igualmente exigentes en las primeras 40 millas desde Beneventum, no hay otra colina seria en todo el camino hasta Brundisium.

## Puentes romanos
Hay restos de varios puentes romanos junto a la calzada, incluyendo el Ponte dei Ladroni, Ponte delle Chianche, Ponte Pietra, Ponte Rotto (sobre el río Carapelle), Ponte Rotto (sobre el río Cervaro), Ponte sul Ofanto y Ponte Valentino.